# Sains-en-Amiénois
Sains-en-Amiénois – miejscowość i gmina we Francji, w regionie Hauts-de-France, w departamencie Somma.
Według danych na rok 1990 gminę zamieszkiwały 1054 osoby, a gęstość zaludnienia wynosiła 106 osób/km² (wśród 2293 gmin Pikardii Sains-en-Amiénois plasuje się na 270. miejscu pod względem liczby ludności, natomiast pod względem powierzchni na miejscu 457.).